# Kup europskih prvaka u rukometu 1982./83.
Ovo je 23. izdanje Kupa europskih prvaka u rukometu. Sudjelovalo je 27 momčadi. Nakon dva kruga izbacivanja igrale su se četvrtzavršnica, poluzavršnica i završnica. Hrvatska u ovoj sezoni nije imala svog predstavnika.

## Turnir

### Poluzavršnica
- VfL Gummersbach -  Barcelona 21:16, 23:22
- Metaloplastika Šabac -  CSKA Moskva 23:17, 16:25

### Završnica
- CSKA Moskva -  VfL Gummersbach 15:19, 14:13

- europski prvak:  VfL Gummersbach (peti naslov)

## Vanjske poveznice
- Opširnije